# Washington Open 2013 - Qualificazioni singolare femminile
Le qualificazioni del singolare femminile al Washington Open 2013 sono state un torneo di tennis preliminare per accedere alla fase finale della manifestazione. I vincitori dell'ultimo turno sono entrati di diritto nel tabellone principale. In caso di ritiro di uno o più giocatori aventi diritto a questi sono subentrati i lucky loser, ossia i giocatori che hanno perso nell'ultimo turno ma che avevano una classifica più alta rispetto agli altri partecipanti che avevano comunque perso nel turno finale.

## Teste di serie
1. Michelle Larcher de Brito (qualificato)
2. Jessica Pegula (qualificato)
3. Vera Duševina (ritirata)
4. Irina Falconi (qualificato)

1. María Irigoyen (primo turno)
2. Adriana Pérez (primo turno)
3. Shūko Aoyama (ultimo turno)
4. Victoria Duval (ultimo turno)
5. Ashley Weinhold (primo turno)

## Qualificate
1. Michelle Larcher de Brito
2. Jessica Pegula

1. Alexandra Mueller
2. Irina Falconi

## Tabellone

### Legenda
| - Q = Qualificato - WC = Wild card - LL = Lucky loser | - ALT = Alternate - SE = Special Exempt - PR = Protected Ranking | - w/o = Walkover - r = Ritirato - d = Squalificato |

### Sezione 1
|  | Primo turno | Primo turno               | Primo turno               | Primo turno | Primo turno |  |  | Ultimo turno | Ultimo turno              | Ultimo turno | Ultimo turno | Ultimo turno |  |
|  |             |                           |                           |             |             |  |  |              |                           |              |              |              |  |
|  | 1           | Michelle Larcher de Brito | Michelle Larcher de Brito | 7           | 6           |  |  |              |                           |              |              |              |  |
|  |             | Louisa Chirico            | Louisa Chirico            | 5           | 1           |  |  | 1            | Michelle Larcher de Brito | 7            | 4            | 6            |  |
|  |             | Lena Litvak               | Lena Litvak               | 4           | 5           |  |  | 8/WC         | Victoria Duval            | 5            | 6            | 2            |  |
|  | 8/WC        | Victoria Duval            | Victoria Duval            | 6           | 7           |  |  |              |                           |              |              |              |  |

### Sezione 2
|  | Primo turno | Primo turno      | Primo turno      | Primo turno | Primo turno |  |  | Ultimo turno | Ultimo turno   | Ultimo turno   | Ultimo turno | Ultimo turno |  |
|  |             |                  |                  |             |             |  |  |              |                |                |              |              |  |
|  | 2           | Jessica Pegula   | Jessica Pegula   | 6           | 6           |  |  |              |                |                |              |              |  |
|  |             | Angelina Gabueva | Angelina Gabueva | 2           | 4           |  |  | 2            | Jessica Pegula | Jessica Pegula | 6            | 6            |  |
|  |             | Jessica Lawrence | Jessica Lawrence | 3           | 1           |  |  | 7            | Shūko Aoyama   | Shūko Aoyama   | 4            | 2            |  |
|  | 7           | Shūko Aoyama     | Shūko Aoyama     | 6           | 6           |  |  |              |                |                |              |              |  |

### Sezione 3
|  | Primo turno | Primo turno           | Primo turno           | Primo turno | Primo turno |  |  | Ultimo turno | Ultimo turno          | Ultimo turno          | Ultimo turno | Ultimo turno |  |
|  |             |                       |                       |             |             |  |  |              |                       |                       |              |              |  |
|  | 9           | Ashley Weinhold       | Ashley Weinhold       | 0           | 1           |  |  |              |                       |                       |              |              |  |
|  |             | Alexandra Mueller     | Alexandra Mueller     | 6           | 6           |  |  |              | Alexandra Mueller     | Alexandra Mueller     | 6            | 6            |  |
|  | WC          | Usue Maitane Arconada | Usue Maitane Arconada | 7           | 6           |  |  | WC           | Usue Maitane Arconada | Usue Maitane Arconada | 1            | 1            |  |
|  | 5           | María Irigoyen        | María Irigoyen        | 5           | 3           |  |  |              |                       |                       |              |              |  |

### Sezione 4
|  | Primo turno | Primo turno   | Primo turno | Primo turno | Primo turno |  |  | Ultimo turno | Ultimo turno  | Ultimo turno | Ultimo turno | Ultimo turno |  |
|  |             |               |             |             |             |  |  |              |               |              |              |              |  |
|  |             |               |             |             |             |  |  |              |               |              |              |              |  |
|  |             |               |             |             |             |  |  | 4            | Irina Falconi | 6            | 63           | 6            |  |
|  |             | Jennifer Elie | 6           | 4           | 6           |  |  |              | Jennifer Elie | 3            | 7            | 0            |  |
|  | 6           | Adriana Pérez | 0           | 6           | 2           |  |  |              |               |              |              |              |  |